# Asim Ademov
Asim Ademov (Dupnica, 3 dicembre 1968) è un politico bulgaro, europarlamentare del PPE nella IX legislatura.